# Varissaari (ö i Södra Savolax, Nyslott, lat 61,82, long 28,84)
Varissaari är en ö i Finland. Den ligger i sjön Pihlajavesi och i kommunen Nyslott i  landskapet Södra Savolax, i den sydöstra delen av landet, 270 km nordost om huvudstaden Helsingfors. Öns area är 1,4 hektar och dess största längd är 210 meter i sydöst-nordvästlig riktning.